# Royaume de Serbie
Ne pas confondre avec le royaume médiéval de Serbie, continuité de l'État de Rascie sous la dynastie Nemanjić
1882–1918
Entités précédentes :
- Principauté de Serbie (1882)
- Royaume du Monténégro (1918)

Entités suivantes :
- Royaume des Serbes, Croates et Slovènes

 (août 2020).
Le royaume de Serbie est le nom du régime en place entre 1882 à 1918 en Serbie dans la continuité de la principauté de Serbie. Le royaume de Serbie correspond à un ancien statut juridique de la Serbie, déjà porté par l'État médiéval des XIIIe et XIVe siècles.
Autour du royaume de Serbie se construisent les aspirations, pro-serbe, puis panslave et enfin yougoslave. Après la Grande Guerre, la Serbie forme la base du royaume des Serbes, Croates et Slovènes, plus tard renommé en royaume de Yougoslavie. La famille royale de Serbie gouverne la Yougoslavie entre les deux guerres mondiales.

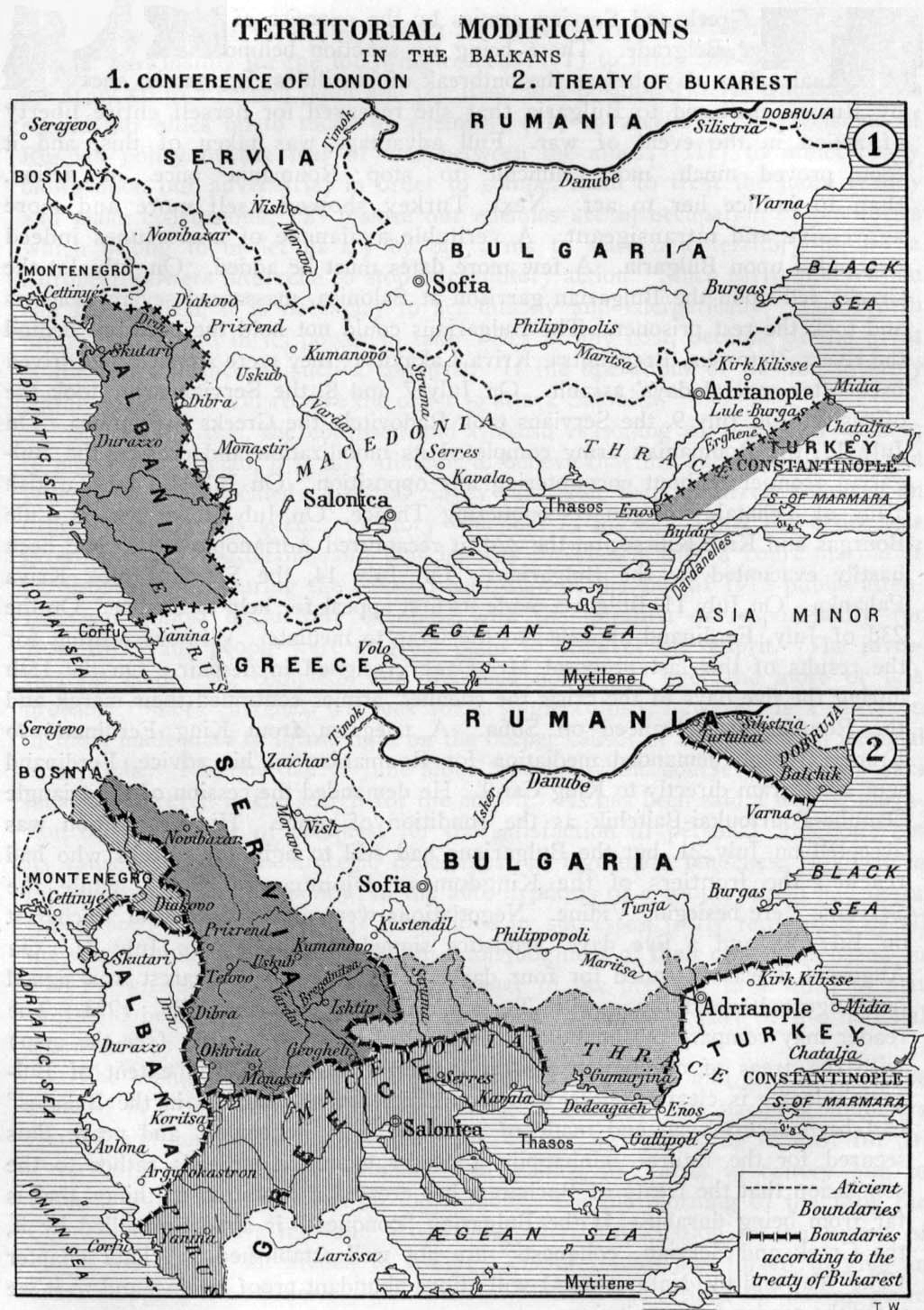
La Serbie après la conférence de Londres et après le traite de Bucarest (guerres Balkaniques).

## Histoire de la Serbie

### Le protectorat ottoman
Au cours du XIXe siècle, la Serbie passe du statut de territoire sous contrôle turc à celui de principauté sous protectorat ottoman, et devient enfin un État souverain. Elle sait se moderniser grâce aux populations serbes d'Autriche-Hongrie qui apportent à l'État serbe des institutions politiques, économiques et industrielles modernes. Ainsi, même sous protectorat ottoman, la Serbie est plus en avance que le vieil Empire ottoman qui pourtant était son « protecteur ».
La modernisation de la langue serbo-croate par les linguistes serbes et croates (en particulier le Slovaquo-croate Ljudevit Gaj et le Serbe Vuk Karadžić lors de la signature des accords de Vienne), renforce la position de la Serbie comme place forte du nationalisme slave dans les Balkans, et plus particulièrement des Yougo-slaves.
Mais en Serbie, tous ne sont pas du même avis ; il existe ainsi des Serbes qui refusent l'idée d'une union des Slaves du sud dans un État, mais qui militent pour l'union des seuls Serbes dans un État. Les Serbes favorables à l'Autriche-Hongrie ont une armée spécialisée dans la lutte contre les Ottomans depuis trois siècles, ce qui déclenche un problème intérieur. En effet, l'Autriche-Hongrie a, à l'intérieur de ses frontières, une très importante population serbe, qu'elle a accueillie lors de leur fuite devant les armées turques ; les migrations serbes ont participé au sauvetage de l'empire autrichien.
Désormais, puisqu'il existe un État serbe, cette population Serbe désire vivre en son sein, et devient pour l'Autriche une menace plus importante que les Turcs. Non seulement les Serbes veulent quitter l'Empire, mais aussi les Croates, les Musulmans (nationalité), les Slovènes, veulent tous vivre dans un État commun libre, et ne plus être soumis à Vienne.
Par ailleurs, la Serbie s'implique de plus en plus dans la lutte pour la Macédoine, dans les trois vilayets de Kosovo, Monastir et Salonique restitués à l'Empire ottoman par le traité de Berlin en 1878 et déjà revendiqués par la Bulgarie et la Grèce. La société de saint Sava, créée en 1885, s'efforce d'y propager la culture serbe. La Macédoine compte 110 écoles serbes en 1892 et 226 en 1907.

### AlexandreIerde Serbie
Le roi Alexandre Ier de Serbie qui lors de son arrivée sur le trône de Serbie a décidé de continuer la politique pro-Autrichienne de son père Milan Ier trouve en face de lui une résistance grandissante de la classe politique serbe, surtout du parti radial de Nikola Pašić. Il avait pratiquement placé la Serbie dans une situation de satellite vis-à-vis de la monarchie austro-hongroise. Son désir de pouvoir autoritaire et sa volonté de faire taire les radicaux de Nikola Pašić le pousse le 5 avril 1903 à faire l'erreur d'abolir la constitution libérale de 1888.
Il perd alors le soutien des généraux de l'armée, qui sont alors prêts à chasser du trône ce souverain qui a tué la démocratie serbe. C'est Alexandre qui donnera à ses ennemis l'occasion de réunir autour d'eux toute la population serbe. En effet, un médecin russe a révélé au grand public que la reine Draga, que l'on pensait enceinte, simulait une grossesse, et qu'elle prévoyait de donner le trône de Serbie à son frère avec le soutien d'Alexandre.
C'est alors qu'un officier né en 1876, le capitaine Dragutin Dimitrijević, que ses amis appellent Apis, sort de l'ombre. À la tête d'une conjuration de 120 officiers, il organise un coup d'État. Le jeune capitaine et ses hommes sont impitoyables avec les fidèles des Obrenovic qui sont tous égorgés. Quant au couple royal, il est abattu à coup de révolver, défenestré du palais et livré à la vindicte populaire.
Le jeune capitaine aurait alors pu devenir dictateur, mais habile diplomate, il livre le trône à la famille rivale des Obrenović. Les Karađorđević (Karageorgévitch en français), reviennent sur le trône de Serbie par l'intermédiaire du francophone et russophile Pierre Ier de Serbie.

### La monarchie constitutionnelle (1903 à 1914)
Lors de son arrivée sur le trône de Serbie en 1903, Pierre, lecteur et admirateur de la pensée utilitariste de John Stuart Mill, met en place en Serbie la constitution la plus démocratique et la plus libérale en Europe après celle de Grande-Bretagne. Elle s'inspire aussi de la constitution de 1888 supprimée par Alexandre Ier en 1894 :
- Le régime est une monarchie constitutionnelle de type britannique[4],
- Mais avec un taux d'électeurs sans commune mesure, en effet, 23 % de sa population a le droit de vote (tous les hommes de plus de 24 ans)[4],
- La création d'une école publique, en 1884, offre à la Serbie ses premiers bacheliers[4],
- La liberté de la presse, d'opinion et d'association, est instaurée en 1909 : 79 journaux dont 13 quotidiens[5],
- Enfin la mise en place de syndicats, dont la confédération générale des ouvriers en 1904, permet à la Serbie de mettre en place des lois sociales avancées[5].

Cette liberté en Serbie favorise un foisonnement culturel qui fait de Belgrade un phare de liberté pour tous les Serbes des Balkans, et pour les Croates et les Slovènes de l'empire d'Autriche-Hongrie. Certains milieux réactionnaires à Vienne attendent l'occasion d'écraser le piémont serbe avant qu'il ne contamine les esprits de tous les slaves du sud de l'Empire.
La Serbie reçoit le surnom de berceau de la démocratie dans les Balkans modernes.
Ce régime de liberté reste en place jusqu'au début de la Première Guerre mondiale en 1914.
Lors de la mise en place du régime yougoslave en 1921, la France pousse Pierre à instaurer un régime plus centralisateur et plus autoritaire afin de lutter contre le risque d'un essor des idées communistes dans le nouveau royaume. La constitution de 1903 reste la référence de tous les mouvements démocratiques dans la Yougoslavie royaliste d'entre les deux guerres ainsi que dans la Yougoslavie communiste de Tito.

### La Première Guerre mondiale (1914- 1918)
Pour un article plus général, voir Serbie dans la Première Guerre mondiale.

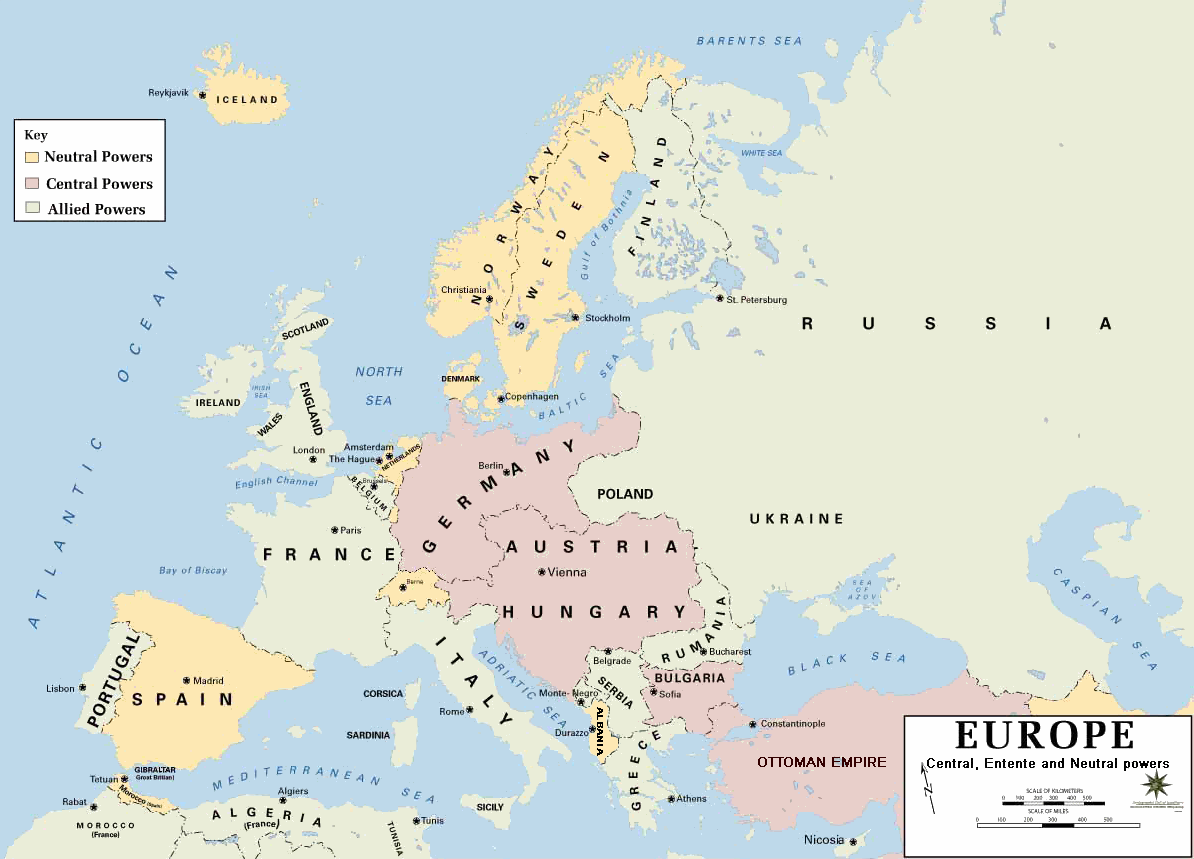
La Serbie et les alliances en 1914.

Depuis 1878, la Bosnie-Herzégovine était occupée par l’empire d'Autriche-Hongrie, qui l’annexa en 1908, annexion mal vécue par les populations slaves notamment les Serbes qui refusaient cette occupation et souhaitaient la réunification avec le royaume de Serbie ou d’autres pays slaves. L’idéal de nombreux jeunes gens serbes de Bosnie était le mouvement Jeune Italie, qui s’était donné pour but la libération des territoires occupés par les Autrichiens. En 1914, le double assassinat de l’archiduc François-Ferdinand, héritier du trône d’Autriche-Hongrie, et de son épouse Sophie Chotek, duchesse de Hohenberg, à Sarajevo, le 28 juin 1914 par Gavrilo Princip, fut l’événement prétexte qui déclencha la Première Guerre mondiale. En 1915, le royaume fut envahi par les puissances centrales lors de la campagne de Serbie. Mais le pays fut finalement libéré en 1918 par l’armée serbe soutenue par les forces alliées, dont l’armée française d'Orient, menée par le maréchal Louis Franchet d'Espèrey.

#### Attentat de Sarajevo

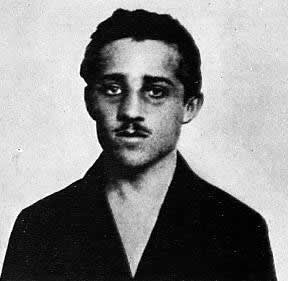
Gavrilo Princip.

Les organisateurs de l’attentat contre le prince François-Ferdinand étaient de jeunes nationalistes yougoslaves, des serbes de Bosnie et des Musulmans, qui effectuaient leurs études à Belgrade. Membres de l’organisation révolutionnaire Jeune Bosnie (Млада Босна / Mlada Bosna), proche du parti social-démocrate Serbe, ils contactèrent la Main Noire (Црна рука / Crna ruka), une société secrète soutenue discrètement par le gouvernement serbe ; leur intention était d’obtenir des armes pour leur projet d’attentat. Le lieutenant-colonel Dragutin Dimitrijević « Apis », chef des services secrets serbes et de la Main Noire aurait reçu l’ordre de faire annuler l’attentat. Après les guerres balkaniques de 1912 et 1913, le gouvernement de Nikola Pašić voulait la paix, hésitant à s’unir avec le Monténégro du roi Nicolas Ier, en raison de l’opposition que l’Autriche-Hongrie aurait alors manifestée. Des notes diplomatiques échangées entre la Russie et la Serbie témoignent de cette hésitation
Les trois étudiants serbes, Gavrilo Princip, Trifko Grabež et Nedeljko Čabrinović, passèrent à l’action le matin de la fête de Vidovdan. Une première tentative, effectuée par Čabrinović, échoua ; la seconde, effectuée par Gavrilo Princip, eut pour résultat la mort de l’archiduc François-Ferdinand. Les diplomates autrichiens considérèrent l’attentat comme une provocation directe de la Serbie ; selon l’historien Dušan T. Bataković, l’assassinat constituait pour Vienne « le prétexte longtemps attendu d’une guerre avec la Serbie ». Dans l’Autriche-Hongrie de cette époque se développait une forte propagande contre les Serbes, notamment vis-à-vis des Slaves vivant dans l’Empire[réf. nécessaire]. Le 23 juillet 1914, bien que l’implication du gouvernement serbe ne fut pas prouvée[réf. nécessaire], l’Autriche lança à la Serbie un ultimatum en 10 points. Belgrade accepta l’ultimatum, à l’exception du sixième point, exigeant l’envoi d’enquêteurs autrichiens dans le pays, ; sur ce point particulier, considérant que « ce serait une violation de la Constitution et de la loi sur la procédure criminelle », la Serbie proposait de s’en remettre à une juridiction pénale internationale ou à l’arbitrage des Grandes puissances. Quelques jours plus tard, l’Autriche-Hongrie affirma qu’une attaque serbe avait eu lieu contre ses troupes près de la ville de Kovin[réf. nécessaire]. Le 28 juillet 1914, le ministre autrichien des Affaires étrangères, Leopold Berchtold, déclara la guerre à la Serbie. Le 1er août, l’Empire allemand déclara la guerre à la Russie, qui avait déjà mobilisé ses troupes, puis, le 3 août, à la France, alliée de la Russie. La Première Guerre mondiale avait commencé. Le royaume du Monténégro, invité à rester neutre, s’engagea aux côtés de la Serbie, le gouvernement de Cetinje déclarant : « Le destin de la Serbie est aussi notre destin. »

#### Bataille du mont Cer

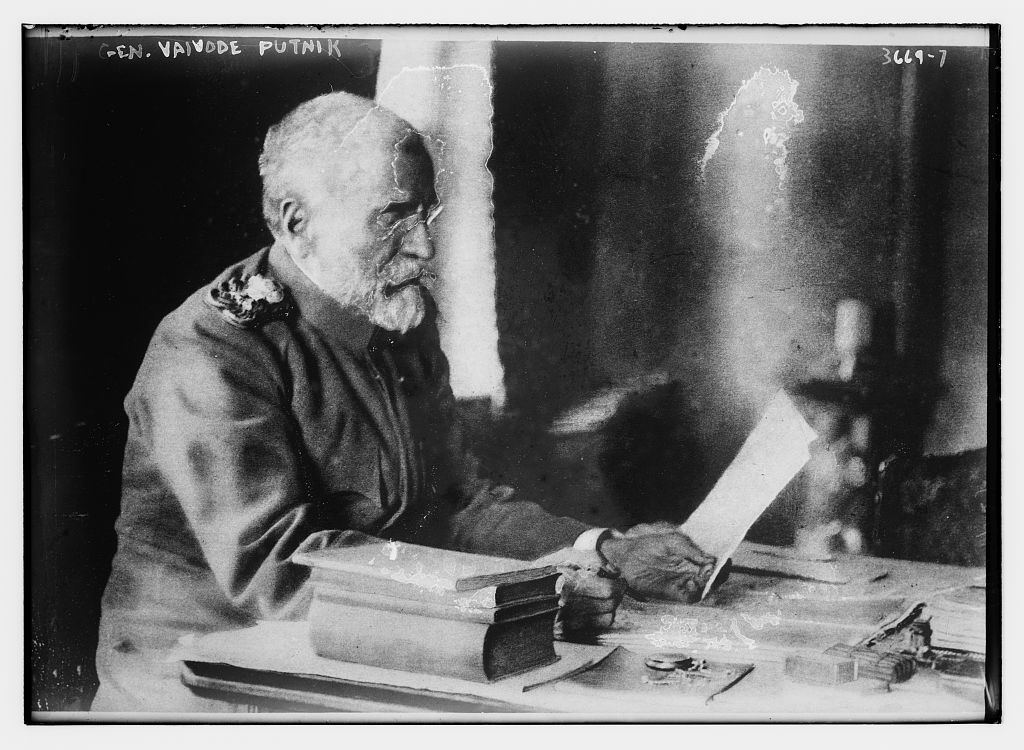
Le voïvode Radomir Putnik.

Pour la Serbie, les troupes autrichiennes étaient commandées par le Slovène Oskar Potiorek, qui se trouvait dans la voiture de l’archiduc François-Ferdinand au moment de son assassinat. La première attaque autrichienne eut lieu le 12 août 1914, entre la Save et la Drina, dans la région de Šabac. Les forces autrichiennes comptaient trois armées, soit 220 000 soldats au total, bien entraînés, bien équipés[réf. nécessaire]. En face, l’armée serbe, manquant de munitions pour l’artillerie, était commandée par le voïvode Radomir Putnik, un général expérimenté.
Le premier affrontement important entre les deux armées eut lieu du 16 au 20 août 1914, au mont Cer, non loin de la frontière avec la Bosnie-Herzégovine. Les Serbes étaient commandés par le général Stepa Stepanović. Cette victoire serbe contraignit les Austro-Hongrois à se replier de l’autre côté de la Drina ; ce fut la première victoire alliée de la Première Guerre mondiale. Les pertes furent importantes dans les deux camps : les Autrichiens perdirent environ 25 000 hommes et 5 000 soldats furent faits prisonniers ; les Serbes, quant à eux, avaient perdu environ 16 000 soldats. Malgré l’importance des pertes, cette victoire renforça le moral des troupes serbes.
Les Russes insistèrent ensuite pour que la Serbie attaque à son tour les Autrichiens. L’armée serbe passa alors en Syrmie, une région aujourd’hui située dans la province serbe Voïvodine et, à l’époque, appartenant à l’empire d’Autriche-Hongrie. Une armée serbe arriva le 25 septembre 1914 jusqu’à Pale, en Bosnie-Herzégovine ; Sarajevo fut évacué. En revanche, après la défaite de Glasinac, l’armée serbe, à son tour, dut retraverser la Drina.

#### Bataille de la Kolubara

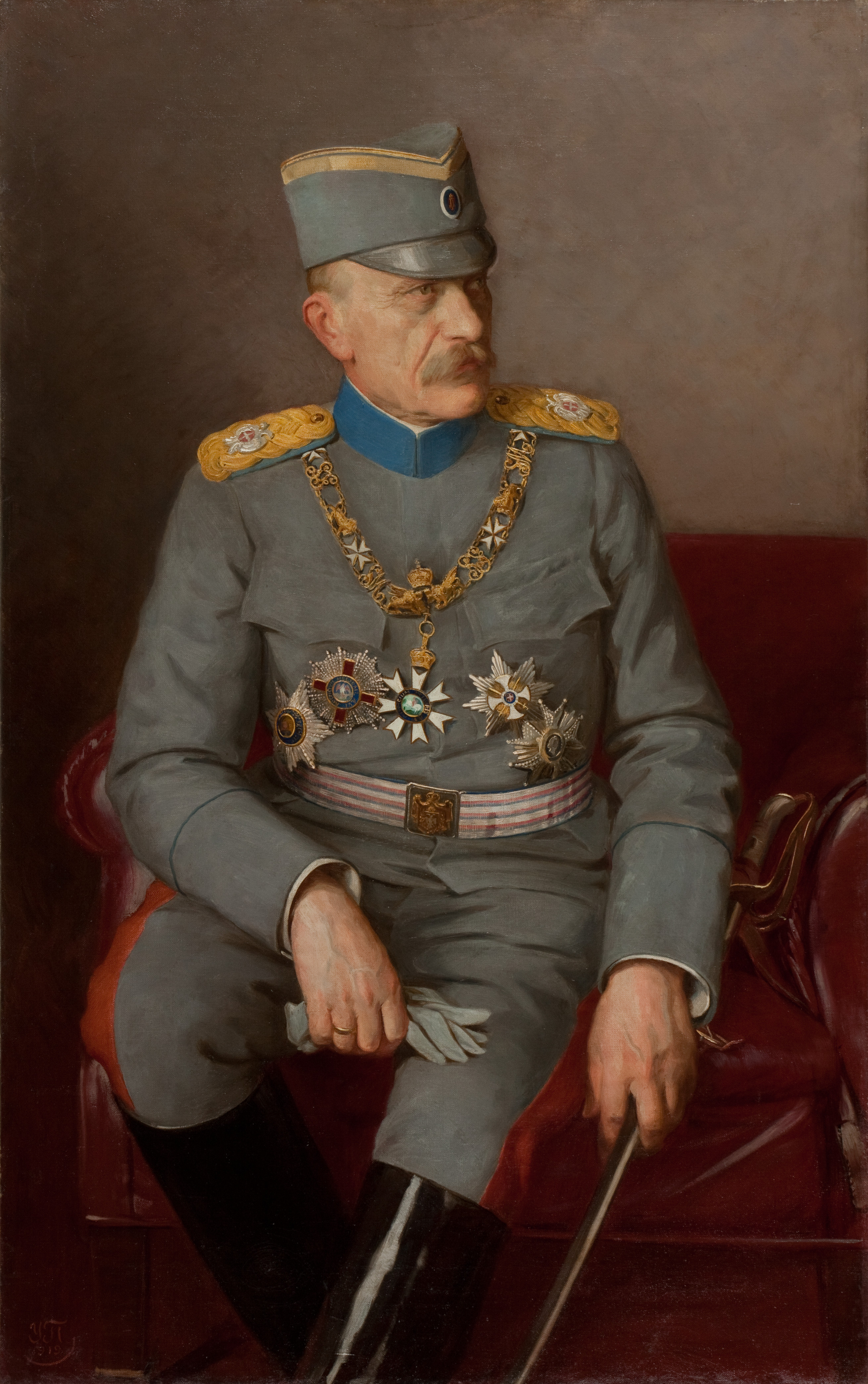
Le voïvode Živojin Mišić.

La deuxième offensive autrichienne commença le 6 novembre 1914, avec des moyens plus importants que lors de la première attaque. Les Serbes, de leur côté, manquaient de munitions et, notamment, de pièces d’artillerie. Les Serbes durent se replier, abandonnant Belgrade et la vallée de la Kolubara. Le général Potiorek s’empara alors de la capitale serbe et des plans de découpage du pays furent préparés. Dans cette période difficile, le général Živojin Mišić prit le commandement de la Première Armée serbe ; le roi Pierre Ier, malgré son âge, allait sur le front soutenir le moral des soldats.
Des munitions, promises par la France, finirent par arriver, transitant par la Grèce. Le 3 décembre 1914, Mišić donna le signal de la contre-offensive. L’armée austro-hongroise dut reculer et Belgrade fut reprise le 15 décembre. Cette contre-offensive porte le nom de « bataille de la Kolubara », d’après la rivière de la Kolubara, près de laquelle se déroula le combat le plus important de cette campagne militaire. Les Serbes firent prisonniers 333 officiers et plus de 42 000 soldats ; ils s’emparèrent également d’un important matériel militaire autrichien. Tout le territoire du royaume de Serbie fut libéré. En récompense de son succès dans cette bataille, Živojin Mišić fut élevé au rang de voïvode.
À partir du mois de décembre 1914, la Serbie connut une période d’accalmie. Le pays, qui avait réussi à repousser deux offensives autrichiennes, en retira un grand prestige auprès de ses alliés. En 1915, en France, une « journée serbe » fut célébrée dans les écoles.

#### Campagne de Serbie (1915)
En 1915, la conquête de la Serbie était d’un intérêt stratégique majeur pour les empires centraux. En octobre 1914, l’Empire ottoman avait attaqué la Russie et était devenu l’allié de l’Autriche-Hongrie et de l’Empire allemand. Allemands et Autrichiens souhaitaient établir une liaison terrestre avec Istanbul ; pour réaliser ce projet, ils devaient battre les Serbes. L’écrasement de la Serbie devenait d’autant plus urgent que les Turcs, notamment après la bataille de Sarikamis (22 décembre 1914-17 janvier 1915) et la première offensive de Suez (28 janvier-3 février 1915), étaient en difficulté. L’alliance avec la Bulgarie était une des pièces maîtresse du projet : le 6 septembre 1915, la Bulgarie signa un traité d’alliance avec les empires centraux qui promirent au tsar Ferdinand Ier la Macédoine ainsi qu’une bonne partie de la Serbie.

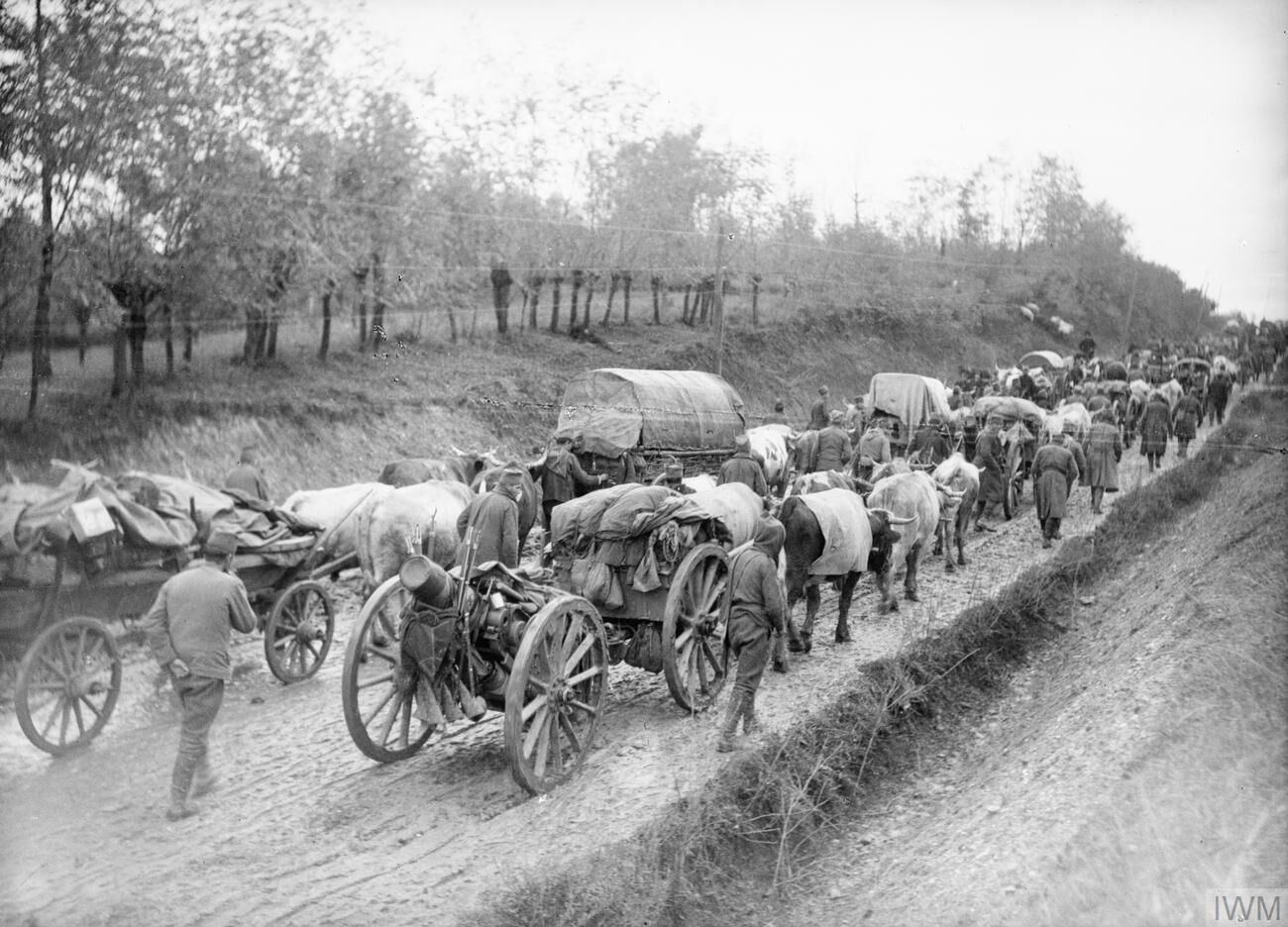
L’armée serbe pendant sa retraite vers l’Albanie.

La stratégie d’invasion de la Serbie prit forme et la direction des opérations fut confiée à August von Mackensen, qui s’était déjà illustré sur le front russe. Le 5 octobre 1915 l’offensive fut lancée au nord, et les Austro-Allemands prirent Belgrade le 9. Ils progressent alors vers le sud tout en rencontrant une vive résistance de la part des Serbes. Le 14 octobre, les Bulgares passèrent à leur tour à l’offensive. L’aide promise par les alliés anglais et français de la Serbie, en provenance de Salonique, n’arrivait pas. Comme l’armée serbe était attaquée de tous côtés et menacée d’encerclement et de destruction (ce qui était le plan de Mackensen), le général Radomir Putnik donna l’ordre de se replier vers l’Albanie. Son plan était de gagner Durazzo, sur l’Adriatique et, de là, de rejoindre Corfou ; l’armée serbe, réorganisée, devait ensuite se rendre à Salonique, où se trouvaient déjà les Anglais et les Français.
Commence alors un épisode de la campagne de Serbie que la mémoire collective serbe nomme « le Golgotha albanais ». De fait, la traversée de l’Albanie s’effectua dans des conditions particulièrement difficiles. Les montagnes étaient déjà enneigées et les soldats harassés et affamés devaient passer des cols à 2 500 mètres sous des températures extrêmes. Avec les soldats, marchaient également de nombreux réfugiés ; le roi Pierre Ier suivait le convoi. Outre les conditions climatiques difficiles, les Serbes étaient régulièrement attaqués par les clans albanais. En décembre, les troupes serbes finirent par atteindre les rives de l’Adriatique, alors occupées par l’Italie ; puis elles furent évacuées par bateau à Corfou, particulièrement aidées par les soldats français.

#### Les conséquences de la Grande Guerre
Tout d'abord, la Serbie retrouva ses frontières d'antan, qui avaient été réduites par la conquête bulgare, et ce à la suite de l'armistice de Thessalonique, le 29 septembre 1918. De plus, le 13 novembre, dans un Monténégro alors occupé par les troupes serbes, une assemblée nouvellement formée, et qui venait de destituer le roi de Monténégro, vota le rattachement à la Serbie. Cela entra en vigueur officiellement le 28 novembre 1918. Mais le royaume de Serbie gagna aussi quelques territoires frontaliers appartenant à la Bulgarie (Tsaribrod, Bosilegrad et Strumica) et cela grâce au traité de Neuilly, le 27 novembre 1919, entre les alliés et la Bulgarie.

## Relations internationales

### Laguerre de Macédoine[réf.nécessaire]ou les deux guerres balkaniques

#### Première guerre balkanique
Les revendications territoriales bulgares et serbes sur la Macédoine, un territoire turc en proie à beaucoup d'agitation, provoquent les guerres balkaniques de 1912 et 1913. En octobre 1912, la Bulgarie, la Serbie, la Grèce et le Monténégro déclarent conjointement la guerre à l'empire ottoman, et remportent la victoire. Le 3 décembre 1912, l'empire demande l'armistice, mais les hostilités reprennent brièvement au printemps 1913. L'hégémonie turque en Macédoine s'achève avec ce conflit.

#### Deuxième guerre balkanique
Mais la Bulgarie considère la Macédoine comme un territoire « bulgare » et réclame la plus grande partie du territoire macédonien. Une seconde guerre balkanique éclate alors, elle opposera la Bulgarie à une nouvelle coalition formée de la Serbie, de la Grèce, de la Roumanie et de l'Empire ottoman. Le 30 juillet 1913, la Bulgarie, vaincue, doit déposer les armes et conserve uniquement une petite partie de la Macédoine, que se partagent la Grèce et la Serbie (Serbie du Vardar).

### La politique pro-slave du Sud
Pour Pierre Ier de Serbie et toute l'intelligentsia serbe, l'avenir des Slaves du Sud et donc des Serbes passe obligatoirement par la création d'un puissant État des Slaves du Sud.
Cette vieille idée fait déjà les titres de Politika en 1900 ; les quatre frères slaves du sud, Bulgares, Croates, Serbes et Slovènes doivent s'unir pour combattre leurs ennemis communs, les Autrichiens et les Turcs.
La coalition serbo-croate, créée en 1905, a pour idée principale que les Croates, les Serbes et les Slovènes forment un seul peuple, et que l'avenir des Croates et des Slovènes n'est pas dans l'empire d'Autriche-Hongrie.

## L'économie
En 1881, la principauté de Serbie signe un accord de libre échange avec l'Autriche-Hongrie. L'Autriche ouvre à la Serbie son marché ; en échange, la Serbie s'engage à ne plus encourager les mouvements pan-serbe et pan-yougoslave à l'intérieur des frontières de l'empire Austro-hongrois. Cette situation perdure jusqu'à la crise bosniaque et à la déclaration de la guerre des cochons. La Serbie exporte alors une partie de sa production vers les pays de l'alliance, France, Russie, Grèce et aussi Suisse. Le secteur primaire représente 47,9 % du PIB en 1910, l'industrie est plus développée, mais elle souffre d'une organisation du chemin de fer plus tournée vers un développement militaire qu'économique. La Serbie est constamment menacée dans son existence même par l'Autriche-Hongrie.
La Serbie compte 4 millions d'habitants en 1914, principalement des paysans producteurs tournés vers l'exportation. Une fois de plus, l'armée est le principal promoteur social. En 1914, la Serbie est une petite Prusse.

## Cartes

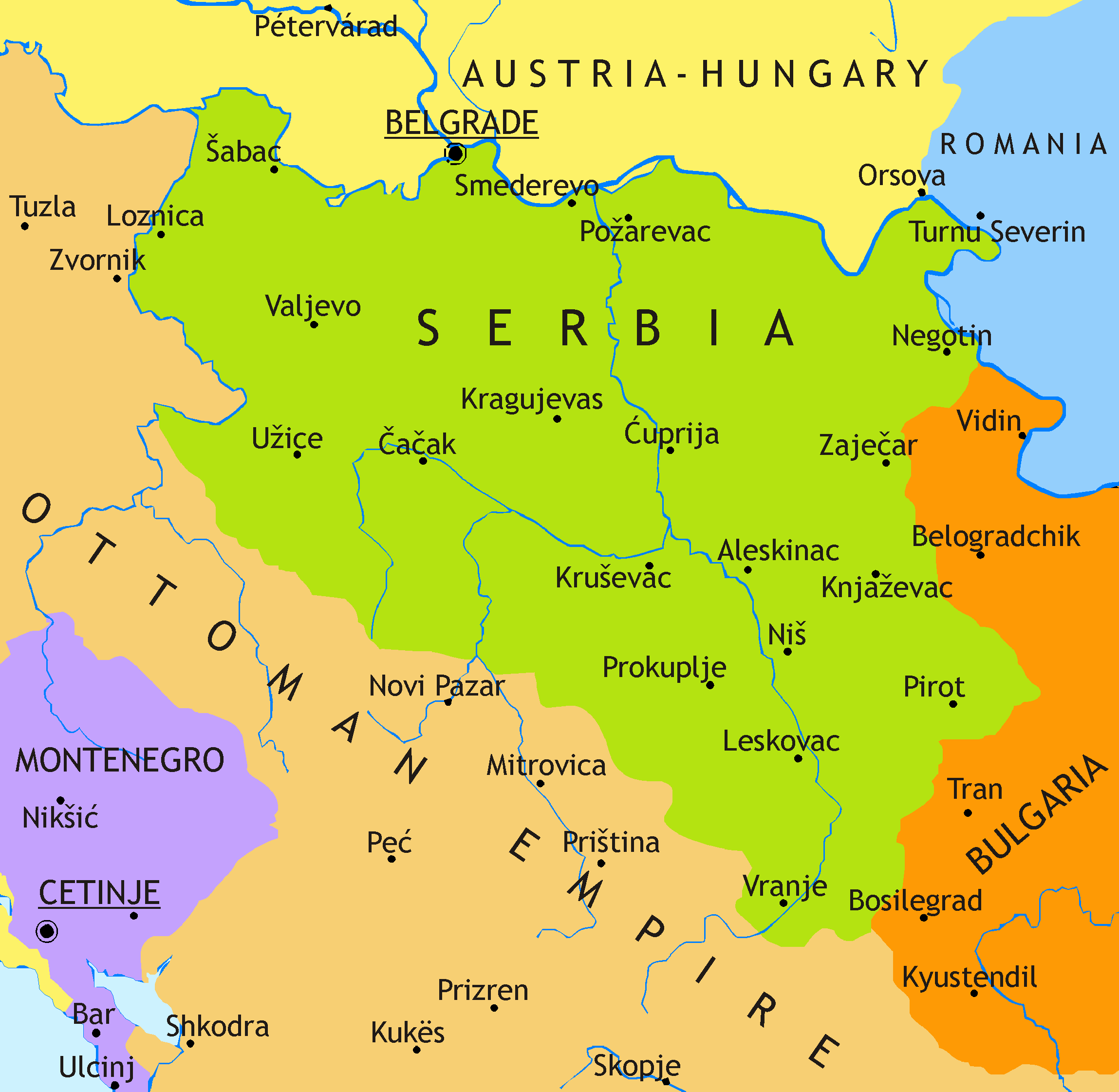
Carte du royaume de Serbie en 1878.
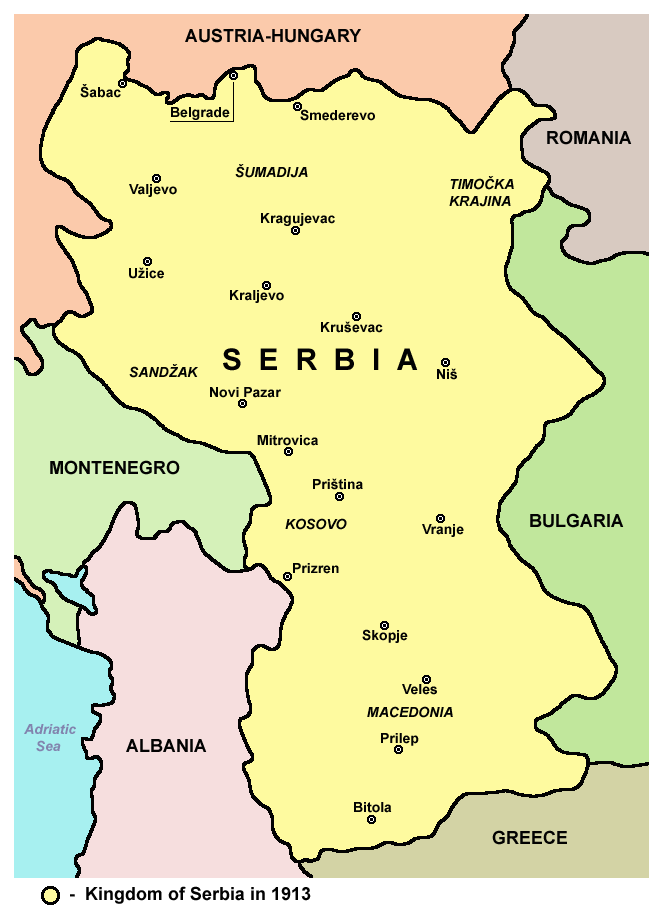
Carte du royaume de Serbie en 1913.
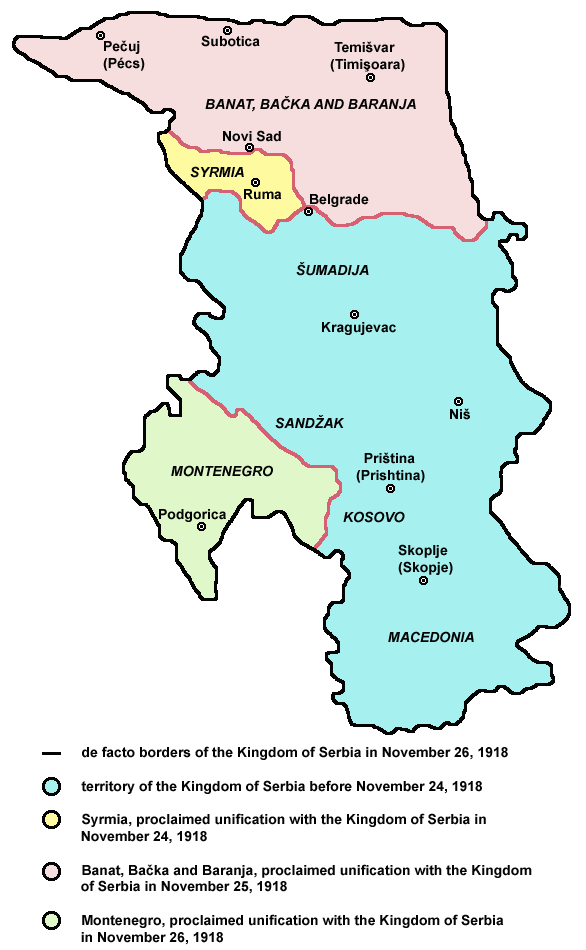
Expansion territoriale du royaume de Serbie en 1918.